# Rafael van der Vaart
Rafael Ferdinand van der Vaart (Heemskerk, 11 februari 1983) is een voormalig Nederlands voetballer en huidig voetbalanalist.  Hij speelde doorgaans als aanvallende middenvelder, maar kon ook uit de voeten als linkshalf en schaduwspits.
Van der Vaart doorliep de jeugdopleiding van Ajax en debuteerde in april 2000 op zeventienjarige leeftijd in het eerste elftal van de Amsterdammers. Hij veroverde datzelfde jaar een basisplaats. In 2003 werd hij uitgeroepen tot Golden Boy en Nederlands Talent van het Jaar. Van der Vaart won met Ajax twee landstitels, de KNVB beker en de Johan Cruijff Schaal. Hoewel meermaals langdurig geblesseerd kwam hij tot 157 officiële duels in de hoofdmacht (63 goals).
In 2005 koos Van der Vaart ervoor zijn carrière voort te zetten in het buitenland. Hij speelde drie seizoenen voor Hamburger SV, waar hij de aanvoerdersband droeg en tweemaal de UEFA Intertoto Cup won. Van der Vaart speelde van 2008 tot en met 2010 bij Real Madrid en was daar ploeggenoot van vijf andere Nederlanders: Van Nistelrooij, Sneijder, Drenthe, Robben en Huntelaar. Hierna speelde hij bij Tottenham Hotspur, waar hij in zijn eerste seizoen (2010/2011) genomineerd werd voor de PFA Players' Player of the Year-prijs voor beste speler van de Premier League. In 2012 keerde hij terug bij HSV voor zijn tweede periode in de Bundesliga en wist hij tot twee keer toe degradatie ternauwernood te ontlopen. Van der Vaart maakte vervolgens in juni 2015 de overstap naar Real Betis. In augustus 2016 maakte Van der Vaart de overstap naar het Deense FC Midtjylland.
Van der Vaart debuteerde in oktober 2001 in het Nederlands elftal. Hij was actief op drie Europese kampioenschappen (2004, 2008 en 2012) en twee wereldkampioenschappen (2006 en 2010). In 2012 werd hij de vijfde speler die de mijlpaal van honderd interlands voor Oranje bereikte.
Mede door regelmatige blessures zette Van der Vaart op 4 november 2018 een punt achter zijn loopbaan, waarna hij nog vaak in beeld kwam als tv-voetbalanalist.
In augustus 2021 zette hij zijn eerste stappen in het trainerschap bij het Deense Esbjerg fB.

## Clubcarrière

### Ajax
Van der Vaart is een zoon van een Nederlandse vader en een Spaanse moeder. Hij voetbalde aanvankelijk bij De Kennemers in Beverwijk en stapte vervolgens over naar Ajax. Hij debuteerde hier op 19 april 2000, in een uitwedstrijd tegen FC Den Bosch. De wedstrijd eindigde in 1-1. Op 20 oktober van dat jaar maakte hij zijn eerste competitiedoelpunt voor Ajax, de 3-0 in een met 4-2 gewonnen wedstrijd tegen Roda JC. Van der Vaart maakte in zijn eerste volledige seizoen in het vlaggenschip van Ajax een stormachtige ontwikkeling door en speelde achtereenvolgens aanvoerder Richard Knopper en publiekslieveling Richard Witschge uit de basis. Aan het eind van een succesvol tweede seizoen bij de Amsterdamse grootmacht werd hij in een toonaangevende Italiaanse verkiezing verkozen tot Europees talent van het jaar.
Het hierop volgende seizoen 2002-2003 kwam Van der Vaart tot achttien doelpunten in 21 competitiewedstrijden. Dit zou zijn meest productieve seizoen voor Ajax blijken.
In het seizoen 2003-2004 waren Van der Vaarts prestaties een stuk minder indrukwekkend en werd hij veelvuldig bekritiseerd vanwege zijn vermeende overgewicht en zijn relatie met tv-ster Sylvie Meis. Hij wist zijn titel van topscorer van Ajax niet te verdedigen en moest onder meer Zweedse spits Zlatan Ibrahimović op de topschutterslijst voor zich dulden.
Na het vertrek van zowel aanvoerder Cristian Chivu als reserveaanvoerder Jari Litmanen kreeg de op dat moment eenentwintigjarige Van der Vaart de aanvoerdersband van Ajax toegewezen. Zijn aanvoerderschap bij Ajax zou echter maar van korte duur zijn. Voorafgaand aan een Champions League-wedstrijd tegen FC Bayern München weigerde Van der Vaart als linksbuiten te spelen. Trainer Ronald Koeman was zo teleurgesteld in de houding van de Heemskerker, dat hij hem de aanvoerdersband afnam en die aan Tomáš Galásek gaf.

### Hamburger SV
Op 27 mei 2005 maakte Van der Vaart zijn overstap naar het Duitse HSV bekend. Hij hoopte door de transfer weer rust en vorm te vinden, die hij bij Ajax zei te zijn verloren. Hij debuteerde op 10 juli 2005 in de Intertoto Cup en maakte in datzelfde toernooi op 27 juli zijn eerste doelpunt voor de HSV. Op 13 augustus 2005 maakte hij zijn eerste competitiedoelpunt in een met 2-0 gewonnen thuiswedstrijd tegen Arminia Bielefeld.
Van der Vaart maakte bij HSV een veelbelovende seizoenstart. Hij scoorde tegen FC Kopenhagen (UEFA Cup) en FC Bayern München. Hij werd aanvoerder. Ook had Van der Vaart de primeur dat hij als eerste speler in de Bundesliga na een wedstrijd een rode kaart kreeg, na de wedstrijd tegen VfL Wolfsburg. De Nederlandse international kreeg de straf omdat hij na het laatste fluitsignaal onenigheid krijgt met Maik Franz, die eveneens rood kreeg.
In de transferperiode van de zomer van 2007 toonde Valencia interesse in Van der Vaart en bood Hamburg 14 miljoen. Van der Vaart, die zei ervan te dromen ooit in Spanje te spelen, was geïnteresseerd en probeerde weg te komen. Om druk op de ketel te zetten poseerde hij voor een fotograaf met een shirt van Valencia. Door deze actie kreeg Van der Vaart een nieuwe bijnaam in Duitsland: Van der Verrat. HSV hield de poot stijf, sloeg ook een bod van 22 miljoen af en sommeerde Valencia de pogingen te staken.

### Real Madrid

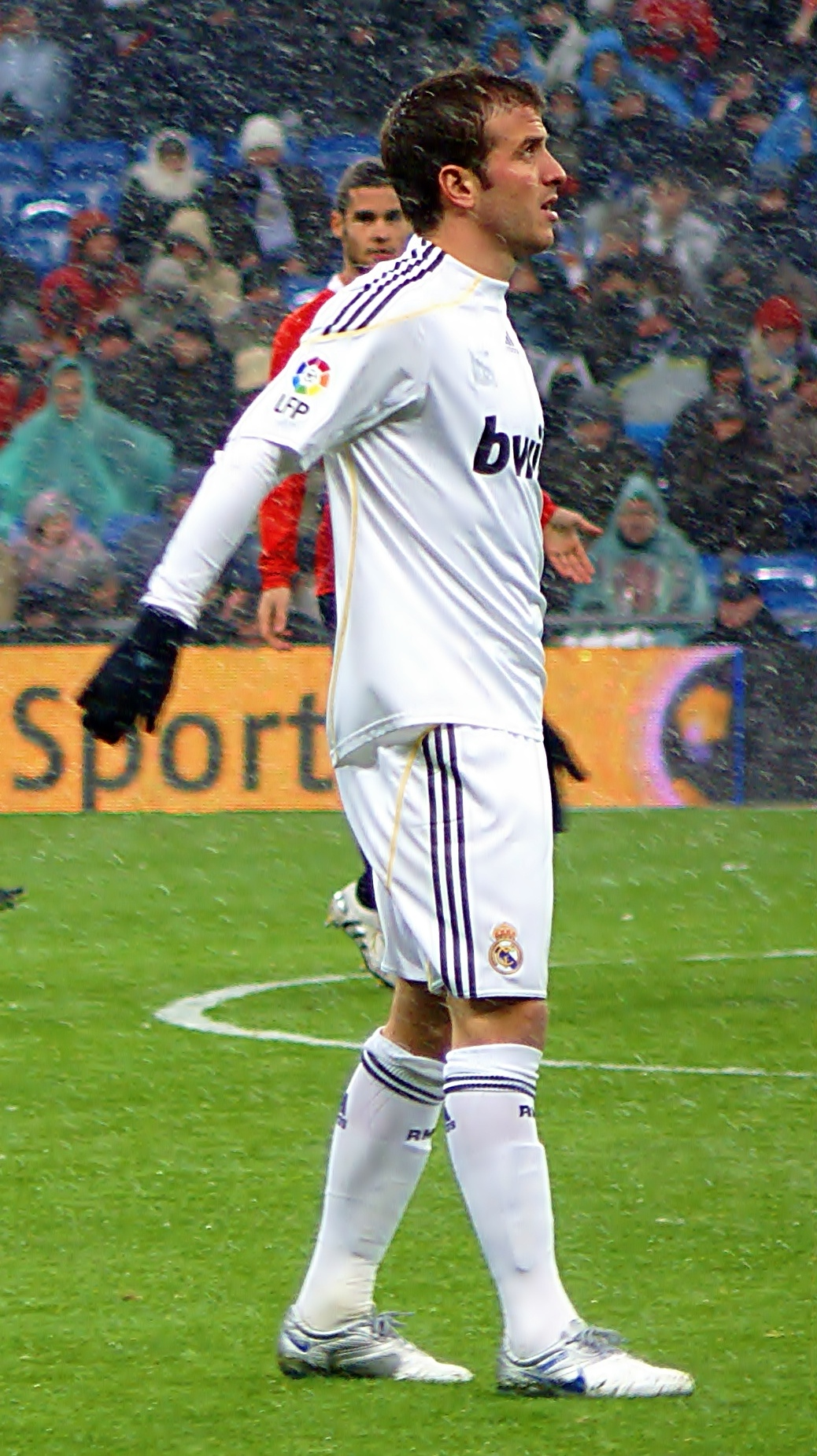
Van der Vaart in het shirt van Real Madrid.

Eind juli 2008 gingen er geruchten dat Van der Vaart een overstap zou maken naar Atlético Madrid. Deze geruchten werden ontzenuwd door de nieuwe HSV-trainer Martin Jol, die stelde dat hij ervan uitging dat Van der Vaart nog minstens een seizoen zou blijven. Ook Van der Vaart zelf benadrukte dat hij het erg naar zijn zin had in Hamburg en dat hij de club niet zou verlaten, waarna hij door Jol werd benoemd tot aanvoerder.
Eind juli verschenen er berichten dat Real Madrid, waar ook Ruud van Nistelrooij, Royston Drenthe, Arjen Robben en Wesley Sneijder al speelden, interesse had in de middenvelder. Tijdens de Emirates Cup in Londen, waar zowel HSV als Real Madrid speelden, werd overeenstemming bereikt over de transfer. Op 4 augustus werd bekend dat Van der Vaart de overstap maakte naar Real Madrid voor een transfersom, die geschat werd op 13 miljoen euro. Van der Vaart tekende een contract dat hem voor vijf seizoenen bond aan de Spaanse club.
Ondanks een prima eerste seizoen in Madrid, waarin hij tot 32 wedstrijden kwam, werd hem te verstaan gegeven dat er geen plaats meer voor hem was bij de club, die zich in de zomer danig roerde op de transfermarkt. Hij mocht niet langer meetrainen met de selectie, werd niet meegenomen naar trainingskampen en kreeg zelfs geen rugnummer toebedeeld. Hierop werd hij in verband gebracht met FC Bayern München, Internazionale, Arsenal FC, Liverpool FC en zijn oude clubs Ajax en Hamburger SV. Van der Vaart koos er echter voor bij Real Madrid te blijven. Aan het begin van dit seizoen speelde hij daarom ook geen rol van betekenis bij Madrid. Na een paar wedstrijden werd hij echter, door goede indrukken op de training, een basisspeler. Hij kwam dit seizoen uiteindelijk tot 26 wedstrijden, waarin hij 6 keer scoorde.

### Tottenham Hotspur

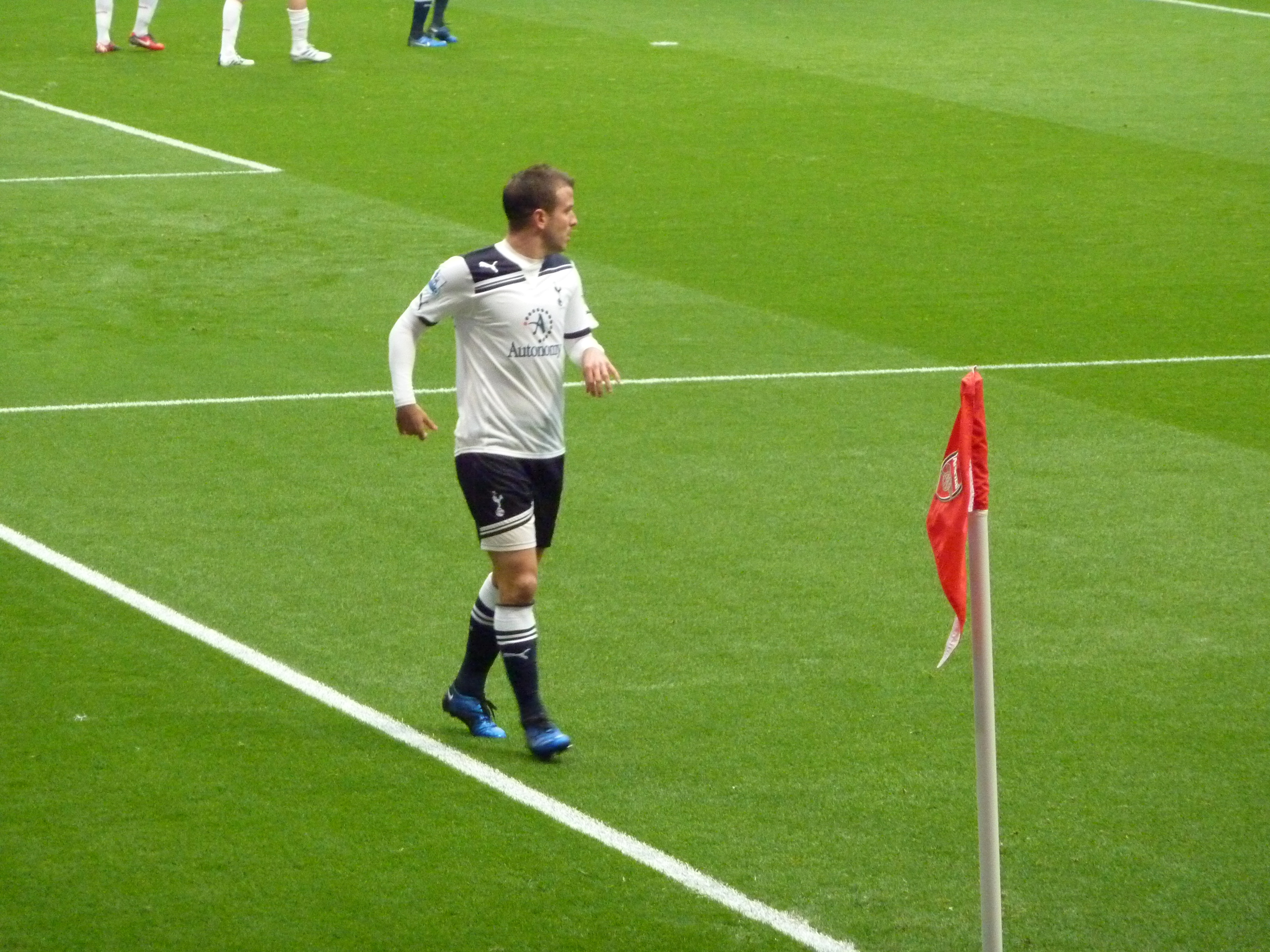
Van der Vaart in het shirt van Tottenham Hotspur.

Van der Vaart gaf aan het begin van het voetbalseizoen 2010/2011 aan graag bij Real Madrid te blijven. Toen hem een uur voor de eerste wedstrijd verteld werd dat er voor hem zelfs geen plek op de bank was besefte hij dat hij op een dood spoor zat. Hij realiseerde zich dan ook dat hij, als hij aan voetballen toe wil komen, naar een andere club zou moeten. Op 31 augustus 2010 verhuisde hij dan ook voor 11 miljoen euro naar Tottenham Hotspur. Van der Vaart mocht in de eerste competitiewedstrijd tegen West Bromwich Albion meteen in de basis beginnen en maakte in zijn tweede competitiewedstrijd tegen de Wolverhampton Wanderers zijn eerste goal voor de Spurs. Zijn eerste Champions League goal voor Tottenham maakte hij tegen FC Twente. Van der Vaart valt op door belangrijke doelpunten en assists te maken in belangrijke wedstrijden, zoals in de derby uit bij Arsenal waarin hij 1 keer scoorde en 2 assists gaf. Na 19 speelrondes heeft Van der Vaart al 10 competitiedoelpunten gemaakt. Zo wist van der Vaart in z'n eerste jaar na 28 wedstrijden, 13 keer te scoren.

### Terugkeer bij Hamburger SV
Op 31 augustus 2012 keerde Van der Vaart terug bij Hamburger SV. Met de transfer was een bedrag van dertien miljoen euro gemoeid. Van der Vaart zette zijn handtekening onder een contract dat hem tot medio 2015 verbond aan de club. Hij kreeg wederom het rugnummer 23, dat hij ook tijdens zijn eerste periode bij HSV droeg, net als bij Ajax. In april 2013 nam hij de aanvoerdersband over van Heiko Westermann en op 11 mei speelde Van der Vaart zijn 100ste competitiewedstrijd voor HSV, tegen TSG 1899 Hoffenheim. Van der Vaart streed tijdens zijn tweede periode met HSV voornamelijk tegen degradatie. Dat werd tijdens het seizoen 2013/14 ontlopen nadat HSV in play-offs dankzij een uitdoelpunt van Greuther Fürth wist te winnen. Ook tijdens het seizoen 2014/15 streed HSV tegen degradatie. Van der Vaart stond niet altijd in de basis en moest een aantal wedstrijden toezien vanaf de bank. Op 17 februari 2015 werd bekend dat HSV het contract van Van der Vaart niet verlengde. Na afloop van het seizoen 2014/15 moest hij opnieuw met HSV play-offs spelen voor handhaving, ditmaal tegen Karlsruher SC. Opnieuw slaagde Hamburg erin om zich te behouden.

### Real Betis
Na afloop van het seizoen maakte Ajax kenbaar interesse te hebben in Van der Vaart. Hij verkoos het dan net naar de Primera División gepromoveerde Real Betis boven een terugkeer naar Amsterdam. Hij tekende op 11 juni 2015 een contract voor drie seizoenen bij de Spaanse club. Van der Vaart maakte op 24 september 2015 zijn debuut voor Real Betis. Hij begon die dag in de basis tijdens een met 1-2 verloren competitiewedstrijd thuis tegen Deportivo La Coruña. Van der Vaart kwam echter niet veel aan spelen toe bij Betis. Hij moest vaak genoegen nemen met een plek op de reservebank en een aantal keer zelfs op de tribune. In januari 2016 gaf de nieuwe trainer Juan Merino aan dat hij ontevreden was over de fysieke toestand van de aanvallende middenvelder. Tijdens de tweede seizoenshelft speelde hij geen enkele rol van betekenis meer bij Betis. Hij kampte met pijntjes en wist de technische staf niet te overtuigen. Pas in mei werd hij, na zes maanden, weer eens in de wedstrijdselectie opgenomen. Als analist bij het EK voetbal programma 'Studio France' (NOS) gaf Van der Vaart aan dat hij bij Betis moest vertrekken.

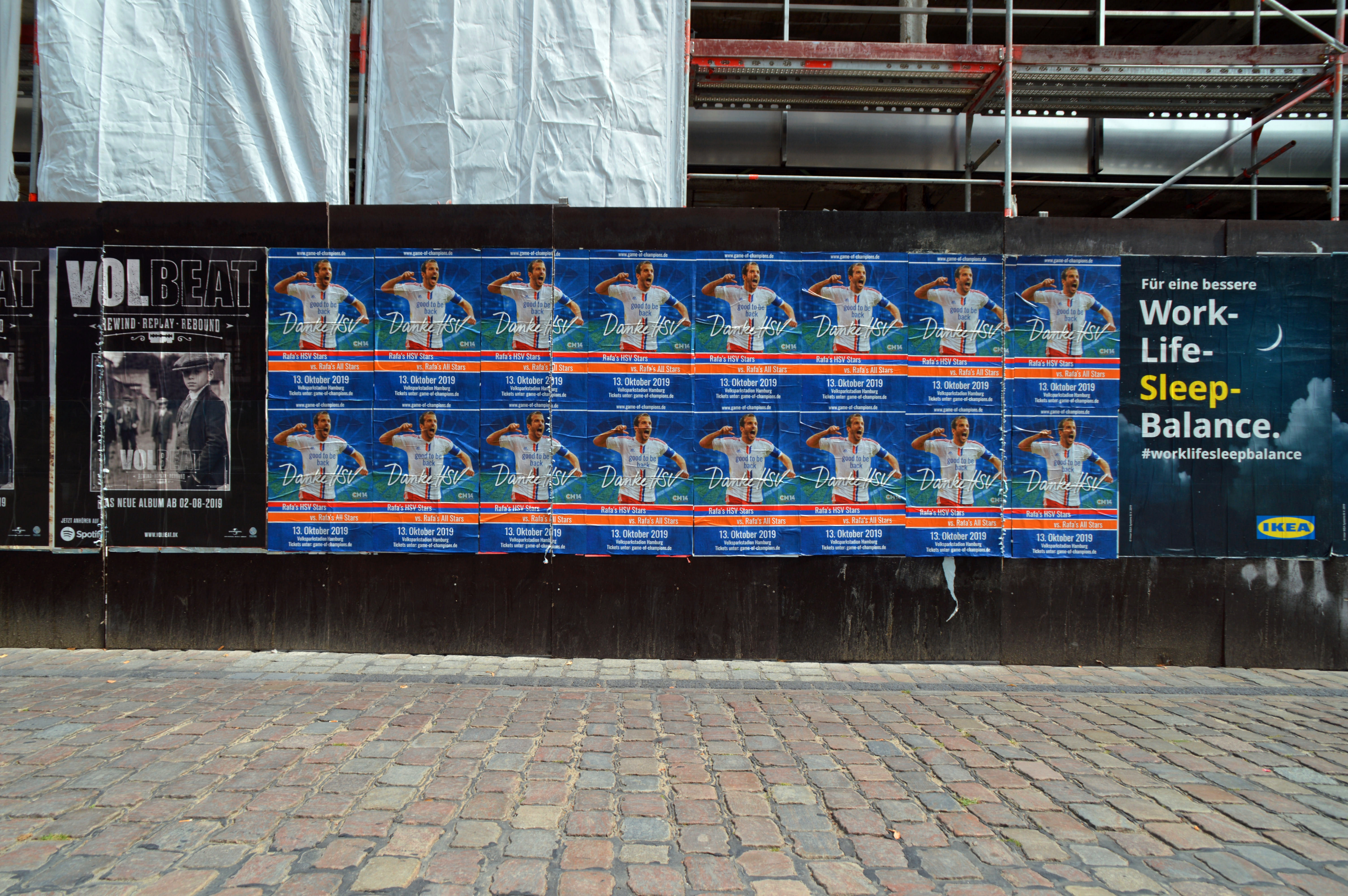
Poster afscheidswedstrijd Rafael van der Vaart bij voetbalclub Hamburger SV

### FC Midtjylland
Van der Vaart tekende in augustus 2016 een tweejarig contract bij FC Midtjylland, de nummer drie van de Superligaen in het voorgaande seizoen. Hij maakte op 25 augustus 2016 zijn debuut in het eerste elftal van de club. Die dag viel hij in de 72e minuut in voor Václav Kadlec tijdens een wedstrijd uit tegen Osmanlıspor in de laatste voorronde van de Europa League. Het werd 2–0 voor de Turkse ploeg. FC Midtjylland haalde het hoofdtoernooi niet. Hij maakte op zondag 25 september zijn eerste doelpunt voor FC Midtjylland, dat op die dag met 5-2 won van AC Horsens. Hij zorgde nog in de eerste helft voor de 2-2. Het betekende zijn eerste competitietreffer sinds 4 februari 2015. Toen scoorde Van der Vaart namens Hamburger SV tegen SC Paderborn. Het eerste seizoen werd sportief gezien geen succes. Zijn coach klaagde regelmatig over het gebrek aan fitheid van Van der Vaart. In het seizoen 2017/18 kwam Van der Vaart slechts tot twee optredens. Wel won hij met zijn club de Deense landstitel.

### Esbjerg fB
In de zomer van 2018 trainde Van der Vaart mee bij PEC Zwolle maar hij wilde vanwege zijn gezin in Denemarken blijven. Hij sloot aan bij Esbjerg fB dat naar de Superligaen gepromoveerd was en getraind werd door John Lammers. Hij kwam maar weinig voor de club in actie en op 4 november 2018 beëindigde hij vanwege blessures zijn spelerscarrière.

## Carrièrestatistieken
| Seizoen         | Club                 |                     | Competitie       | Competitie | Competitie | Beker | Beker | Internationaal | Internationaal | Overig³ | Overig³ | Totaal | Totaal |
| Seizoen         | Club                 | Wed.                | Competitie       | Dlp.       | Wed.       | Dlp.  | Wed.  | Dlp.           | Wed.           | Dlp.    | Wed.    | Dlp.   |        |
| --------------- | -------------------- | ------------------- | ---------------- | ---------- | ---------- | ----- | ----- | -------------- | -------------- | ------- | ------- | ------ | ------ |
| 1999/00         | Ajax                 | Vlag van Nederland  | Eredivisie       | 1          | 0          | 0     | 0     | 0              | 0              | 0       | 0       | 1      | 0      |
| 2000/01         | Ajax                 | Vlag van Nederland  | Eredivisie       | 27         | 7          | 1     | 0     | 4              | 2              | —       | —       | 32     | 9      |
| 2001/02         | Ajax                 | Vlag van Nederland  | Eredivisie       | 20         | 14         | 2     | 2     | 5              | 1              | —       | —       | 27     | 17     |
| 2002/03         | Ajax                 | Vlag van Nederland  | Eredivisie       | 21         | 18         | 2     | 0     | 6              | 2              | 1       | 2       | 30     | 22     |
| 2003/04         | Ajax                 | Vlag van Nederland  | Eredivisie       | 26         | 7          | 1     | 0     | 7              | 1              | —       | —       | 34     | 8      |
| 2004/05         | Ajax                 | Vlag van Nederland  | Eredivisie       | 22         | 6          | 2     | 0     | 7              | 1              | 1       | 0       | 32     | 7      |
| Club totaal     | Club totaal          | Club totaal         | Club totaal      | 117        | 52         | 8     | 2     | 29             | 7              | 2       | 2       | 156    | 63     |
| 2005/06         | Hamburger SV         | Vlag van Duitsland  | Bundesliga       | 19         | 9          | 2     | 0     | 15             | 7              | —       | —       | 36     | 16     |
| 2006/07         | Hamburger SV         | Vlag van Duitsland  | Bundesliga       | 26         | 8          | 2²    | 0     | 5              | 3              | —       | —       | 33     | 11     |
| 2007/08         | Hamburger SV         | Vlag van Duitsland  | Bundesliga       | 29         | 12         | 4     | 4     | 11             | 5              | —       | —       | 44     | 21     |
| Club totaal     | Club totaal          | Club totaal         | Club totaal      | 74         | 29         | 8     | 4     | 31             | 15             | 0       | 0       | 113    | 48     |
| 2008/09         | Real Madrid CF       | Vlag van Spanje     | Primera División | 32         | 5          | 1     | 0     | 7              | 0              | 2       | 0       | 42     | 5      |
| 2009/10         | Real Madrid CF       | Vlag van Spanje     | Primera División | 26         | 6          | 2     | 1     | 3              | 0              | —       | —       | 31     | 7      |
| Club totaal     | Club totaal          | Club totaal         | Club totaal      | 58         | 11         | 3     | 1     | 10             | 0              | 2       | 0       | 73     | 12     |
| 2010/11         | Tottenham Hotspur FC | Vlag van Engeland   | Premier League   | 28         | 13         | 1     | 0     | 7              | 2              | —       | —       | 36     | 15     |
| 2011/12         | Tottenham Hotspur FC | Vlag van Engeland   | Premier League   | 33         | 11         | 5²    | 1     | 1              | 1              | —       | —       | 39     | 13     |
| 2012/13         | Tottenham Hotspur FC | Vlag van Engeland   | Premier League   | 2          | 0          | 0     | 0     | 0              | 0              | —       | —       | 2      | 0      |
| Club totaal     | Club totaal          | Club totaal         | Club totaal      | 63         | 24         | 6     | 1     | 8              | 3              | 0       | 0       | 77     | 28     |
| 2012/13         | Hamburger SV         | Vlag van Duitsland  | Bundesliga       | 27         | 5          | 0     | 0     | —              | —              | —       | —       | 27     | 5      |
| 2013/14         | Hamburger SV         | Vlag van Duitsland  | Bundesliga       | 27         | 7          | 3     | 1     | —              | —              | 2       | 0       | 32     | 8      |
| 2014/15         | Hamburger SV         | Vlag van Duitsland  | Bundesliga       | 24         | 4          | 2     | 1     | —              | —              | 1       | 0       | 27     | 5      |
| Club totaal1    | Club totaal1         | Club totaal1        | Club totaal1     | 152        | 45         | 13    | 6     | 31             | 15             | 3       | 0       | 199    | 66     |
| 2015/16         | Real Betis           | Vlag van Spanje     | Primera División | 7          | 0          | 2     | 0     | —              | —              | —       | —       | 9      | 0      |
| Club totaal     | Club totaal          | Club totaal         | Club totaal      | 7          | 0          | 2     | 0     | 0              | 0              | 0       | 0       | 9      | 0      |
| 2016/17         | FC Midtjylland       | Vlag van Denemarken | Superligaen      | 15         | 2          | 2     | 0     | 1              | 0              | —       | —       | 18     | 2      |
| 2017/18         | FC Midtjylland       | Vlag van Denemarken | Superligaen      | 2          | 0          | 0     | 0     | —              | —              | 0       | 0       | 2      | 0      |
| Club totaal     | Club totaal          | Club totaal         | Club totaal      | 17         | 2          | 2     | 0     | 1              | 0              | 0       | 0       | 20     | 2      |
| 2018/19         | Esbjerg fB           | Vlag van Denemarken | Superligaen      | 3          | 0          | 1     | 0     | —              | —              | —       | —       | 4      | 0      |
| Club totaal     | Club totaal          | Club totaal         | Club totaal      | 3          | 0          | 1     | 0     | 0              | 0              | 0       | 0       | 4      | 0      |
| Carrière totaal | Carrière totaal      | Carrière totaal     | Carrière totaal  | 417        | 134        | 35    | 10    | 79             | 25             | 7       | 2       | 538    | 171    |

1 N.B. Dit betreft een clubtotaal, dus een totaal van beide periodes bij Hamburger SV.

2 Inclusief 2006/07 Ligapokal 2 (0), 2011/12 League Cup 1 (0)

3 Johan Cruijff Schaal 2002 en 2004, Bundesliga promotie/degradatiewedstrijden 2014 en 2015

Bijgewerkt tot 15 september 2018 

## Interlandcarrière
Jeugdelftallen
Van der Vaart begon zijn interlandcarrière als jeugdinternational voor het Nederlands elftal onder 15 jaar. Voor dit elftal speelde hij op 22 april 1998 zijn enige wedstrijd tegen de leeftijdsgenoten van Wales. In het zelfde jaar nog mocht hij debuteren voor het elftal onder 17 jaar. Met dit elftal speelde hij mee met de kwalificatie-reeks voor het EK onder 17 dat in 1999 werd gehouden in Tsjechië. Hij wist zich met Nederland echter niet te kwalificeren voor dit jeugd-EK. Tijdens de kwalificatie-reeks voor dit toernooi scoorde hij tegen Liechtenstein onder 17 zijn eerste doelpunt als jeugdinternational. Hij wist zich met het jeugdteam onder 17 wel te kwalificeren voor het daaropvolgende EK voor spelers onder 17 dat werd gehouden in Israël. Hij bereikte met Nederland onder 17 de halve finale waarin met 2-1 werd verloren van Tsjechië onder 17. De troostfinale werd overtuigend met 5-0 van Griekenland onder 17 gewonnen waarmee Nederland onder 17 als derde eindigde in Israël. Van der Vaart wist tijdens dit toernooi tweemaal te scoren, en speelde elke wedstrijd mee. Twee maanden later mocht Van der Vaart met Nederland onder 19 jaar eveneens mee naar het EK. Dit EK voor spelers onder 19 werd gehouden in Duitsland. Van der Vaart, die ook op dit EK in elke wedstrijd van Nederland mee speelde, kwam niet door de groepsfase heen. Hij speelde hierna nog mee in de kwalificatie-reeks voor het EK onder 19 in Finland, maar Nederland onder 19 verloor tijdens de play-offs van Denemarken onder 19 waarmee zij zich niet wisten te kwalificeren.
| Jeugdinterlands van Rafael van der Vaart | Jeugdinterlands van Rafael van der Vaart | Jeugdinterlands van Rafael van der Vaart | Jeugdinterlands van Rafael van der Vaart | Jeugdinterlands van Rafael van der Vaart | Jeugdinterlands van Rafael van der Vaart |
| Team (№ interlands)                      | Datum                                    | Wedstrijd                                | Uitslag                                  | Soort Wedstrijd                          | Doelpunten                               |
| Als speler bij Ajax                      | Als speler bij Ajax                      | Als speler bij Ajax                      | Als speler bij Ajax                      | Als speler bij Ajax                      | Als speler bij Ajax                      |
| ---------------------------------------- | ---------------------------------------- | ---------------------------------------- | ---------------------------------------- | ---------------------------------------- | ---------------------------------------- |
| Onder 15 (1.)                            | 22 april 1998                            | Wales – Nederland                        | 0 – 0                                    | Vriendschappelijk                        |                                          |
| Onder 17 (1.)                            | 16 september 1998                        | Nederland – Zwitserland                  | 1 – 1                                    | Vriendschappelijk                        |                                          |
| Onder 17 (2.)                            | 23 september 1998                        | Nederland – België                       | 2 - 2                                    | Vriendschappelijk                        |                                          |
| Onder 17 (3.)                            | 6 oktober 1998                           | Tsjechië – Nederland                     | 1 – 0                                    | Vriendschappelijk                        |                                          |
| Onder 17 (4.)                            | 7 oktober 1998                           | Tsjechië – Nederland                     | 2 – 1                                    | Vriendschappelijk                        |                                          |
| Onder 17 (5.)                            | 26 oktober 1998                          | IJsland – Nederland                      | 0 – 0                                    | EK-kwalificatie 1999                     |                                          |
| Onder 17 (6.)                            | 28 oktober 1998                          | Liechtenstein – Nederland                | 1 – 5                                    | EK-kwalificatie 1999                     | 57'                                      |
| Onder 17 (7.)                            | 30 oktober 1998                          | Polen – Nederland                        | 1 – 0                                    | EK-kwalificatie 1999                     |                                          |
| Onder 17 (8.)                            | 13 oktober 1999                          | Wit-Rusland – Nederland                  | 1 – 4                                    | EK-kwalificatie 2000                     | 4'                                       |
| Onder 17 (9.)                            | 20 oktober 1999                          | Nederland – Wit-Rusland                  | 2 – 0                                    | EK-kwalificatie 2000                     | 4'                                       |
| Onder 17 (10.)                           | 10 november 1999                         | Turkije – Nederland                      | 0 – 2                                    | EK-kwalificatie 2000                     |                                          |
| Onder 17 (11.)                           | 8 maart 2000                             | Nederland – Turkije                      | 1 – 1                                    | EK-kwalificatie 2000                     |                                          |
| Onder 17 (12.)                           | 29 maart 2000                            | Nederland – België                       | 1 – 1                                    | Vriendschappelijk                        | 66'                                      |
| Onder 17 (13.)                           | 12 april 2000                            | Nederland – Noorwegen                    | 1 – 0                                    | Vriendschappelijk                        |                                          |
| Onder 17 (14.)                           | 1 mei 2000                               | Israël – Nederland                       | 0 – 2                                    | EK–17 2000 groepsfase                    |                                          |
| Onder 17 (15.)                           | 3 mei 2000                               | Nederland – Duitsland                    | 0 – 1                                    | EK–17 2000 groepsfase                    |                                          |
| Onder 17 (16.)                           | 5 mei 2000                               | Nederland – Honduras                     | 2 – 0                                    | EK–17 2000 groepsfase                    |                                          |
| Onder 17 (17.)                           | 8 mei 2000                               | Rusland – Nederland                      | 0 – 3                                    | EK–17 2000 kwartfinale                   | 67'                                      |
| Onder 17 (18.)                           | 11 mei 2000                              | Nederland – Tsjechië                     | 1 – 2                                    | EK–17 2000 halve finale                  |                                          |
| Onder 17 (19.)                           | 14 mei 2000                              | Nederland – Griekenland                  | 5 – 0                                    | EK–17 2000 troostfinale                  | 50'                                      |
| Onder 19 (1.)                            | 17 juli 2000                             | Nederland – Kroatië                      | 3 – 0                                    | EK–19 2000 groepsfase                    |                                          |
| Onder 19 (2.)                            | 19 juli 2000                             | Duitsland – Nederland                    | 3 - 0                                    | EK–19 2000 groepsfase                    |                                          |
| Onder 19 (3.)                            | 21 juli 2000                             | Nederland – Oekraïne                     | 0 – 0                                    | EK–19 2000 groepsfase                    |                                          |
| Onder 19 (4.)                            | 4 oktober 2000                           | Frankrijk – Nederland                    | 1 – 2                                    | EK-kwalificatie 2001                     |                                          |
| Onder 19 (5.)                            | 30 november 2000                         | Duitsland – Nederland                    | 2 – 4                                    | EK-kwalificatie 2001                     |                                          |
| Onder 19 (6.)                            | 6 december 2000                          | Nederland – Frankrijk                    | 2 – 1                                    | EK-kwalificatie 2001                     |                                          |
| Onder 19 (7.)                            | 5 april 2001                             | Nederland – Denemarken                   | 1 – 1                                    | EK-kwalificatie 2001                     | 59'                                      |
| Onder 19 (8.)                            | 1 mei 2001                               | Denemarken – Nederland                   | 3 – 2                                    | EK-kwalificatie 2001                     |                                          |

Jong Oranje
Op 27 maart 2001 debuteerde Van der Vaart voor Jong Oranje in een kwalificatiewedstrijd tegen Jong Portugal voor het EK onder 21 jaar in Zwitserland, die met 3-0 werd verloren. Van der Vaart wist zich met Jong Oranje niet te kwalificeren voor het EK in Zwitserland. Tijdens de kwalificatiewedstrijd tegen Jong Ierland scoorde hij zijn eerste doelpunt voor Jong Oranje, dat in de play-offs over twee wedstrijden werd uitgeschakeld door Jong Engeland (2-2 thuis, 1-0 verlies uit). Tijdens de thuiswedstrijd zorgde Van der Vaart voor de openingstreffer.
| Interlands van Rafael van der Vaart voor Jong Oranje | Interlands van Rafael van der Vaart voor Jong Oranje | Interlands van Rafael van der Vaart voor Jong Oranje | Interlands van Rafael van der Vaart voor Jong Oranje | Interlands van Rafael van der Vaart voor Jong Oranje | Interlands van Rafael van der Vaart voor Jong Oranje |
| №                                                    | Datum                                                | Wedstrijd                                            | Uitslag                                              | Soort Wedstrijd                                      | Doelpunten                                           |
| Als speler bij Ajax                                  | Als speler bij Ajax                                  | Als speler bij Ajax                                  | Als speler bij Ajax                                  | Als speler bij Ajax                                  | Als speler bij Ajax                                  |
| ---------------------------------------------------- | ---------------------------------------------------- | ---------------------------------------------------- | ---------------------------------------------------- | ---------------------------------------------------- | ---------------------------------------------------- |
| 1.                                                   | 27 maart 2001                                        | Portugal – Nederland                                 | 3 – 0                                                | EK-kwalificatie 2002                                 |                                                      |
| 2.                                                   | 14 augustus 2001                                     | Engeland – Nederland                                 | 4 – 0                                                | Vriendschappelijk                                    |                                                      |
| 3.                                                   | 31 augustus 2001                                     | Ierland – Nederland                                  | 1 – 1                                                | EK-kwalificatie 2002                                 | 12'                                                  |
| 4.                                                   | 4 september 2001                                     | Nederland – Estland                                  | 6 – 0                                                | EK-kwalificatie 2002                                 |                                                      |
| 5.                                                   | 5 oktober 2001                                       | Nederland – Slovenië                                 | 1 – 0                                                | Vriendschappelijk                                    |                                                      |
| 6.                                                   | 9 november 2001                                      | Nederland – Engeland                                 | 2 – 2                                                | EK-kwalificatie 2002                                 |                                                      |
| 7.                                                   | 13 november 2001                                     | Engeland – Nederland                                 | 1 – 0                                                | EK-kwalificatie 2002                                 | 25'                                                  |

Nederland
Als zoon van een Nederlandse vader en een Spaanse moeder, had Van der Vaart de mogelijkheid te kiezen tussen twee nationale voetbalelftallen. Hierdoor had Van der Vaart eventueel ook voor het nationale elftal van Spanje kunnen spelen, maar hij besloot om voor zijn geboorteland uit te komen en zo automatisch te kiezen voor het Nederlands elftal. Van der Vaart debuteerde op 6 oktober 2001 in het Nederlands voetbalelftal in de thuiswedstrijd tegen Andorra (4-0 winst); hij kwam in de 67e minuut in het veld voor Victor Sikora. Van der Vaart, die zijn eerste drie interlands speelde onder leiding van Louis van Gaal, veroverde onder diens opvolger, Dick Advocaat, een basisplaats.
Tijdens de moeizaam verlopen kwalificatiereeks voor het Europees kampioenschap voetbal 2004 in Portugal miste hij één wedstrijd (uit tegen Oostenrijk, 3-0 winst). In de voorbereiding op het EK raakte Van der Vaart zijn basisplaats kwijt.
Van der Vaart speelde eerste wedstrijd tegen Duitsland (1-1) helemaal. Hierna besloot Advocaat de opstelling zodanig te veranderen dat Van der Vaart niet veel meer aan spelen zou toekomen. In de volgende wedstrijd tegen Tsjechië viel hij vlak voor tijd in. Pas in de halve finale tegen gastland Portugal kwam hij weer in actie, hij verving in de tweede helft Wilfred Bouma. Portugal won met 2-1 en schakelde Nederland uit op het Europees kampioenschap.
Op 29 mei 2006 raakte hij, tijdens een trainingskamp in Hoenderloo, geblesseerd aan zijn enkel. Desondanks ging hij mee naar het WK in Duitsland. Door zijn blessure werd hij niet opgesteld in de eerste wedstrijd tegen Servië en Montenegro (1-0 winst). In de tweede wedstrijd tegen Ivoorkust stond hij weer niet in de basis, maar mocht in de 50e minuut invallen voor Wesley Sneijder. De wedstrijd werd met 2-1 gewonnen waardoor Nederland al zeker was van de achtste finale. In de laatste groepswedstrijd tegen Argentinië stond hij wel in de basis, en die wedstrijd eindigde in 0-0. In de achtste finale tegen Portugal moest hij weer genoegen nemen met een plaats op de reservebank. Hij viel in de 56e minuut in voor Joris Mathijsen en hij kreeg een van de 16 uitgedeelde gele kaarten in die wedstrijd. Nederland verloor met 1-0 en was, wederom door Portugal, uitgeschakeld.
Door een blessure was Van der Vaart niet altijd basisspeler tijdens de aanloop, maar op het EK 2008 in Oostenrijk en Zwitserland had hij wel een basisplaats. Hij stond de eerste twee groepswedstrijden tegen wereldkampioen Italië (3-0 winst) en vice-wereldkampioen Frankrijk (4-1 winst) in de basis. De derde groepswedstrijd tegen Roemenië kreeg het basisteam, en dus ook Van der Vaart, rust. Deze werd met 2-0 gewonnen. In de kwartfinale tegen het Rusland van Guus Hiddink stond hij weer in de basis, maar de wedstrijd werd na verlenging met 3-1 verloren, waardoor Nederland was uitgeschakeld op het Europees kampioenschap.
In de kwalificatie van het WK 2010 was Van der Vaart wederom basisspeler. Hij scoorde 2 goals. Van der Vaart werd benoemd tot reserve aanvoerder achter Giovanni van Bronckhorst. Hij begon de eerste drie groepswedstrijden in de basis, maar verloor zijn basisplaats aan de net van een blessure herstelde Arjen Robben. Pas in de halve finale tegen Uruguay speelde hij weer. Hij verving de geblesseerde Demy de Zeeuw in de rust. Nederland won met 3-2 waardoor het doorging naar de finale. In de finale tegen Spanje viel hij vlak voor tijd in voor Nigel de Jong. Nadat Van Bronckhorst in de 115e minuut was gewisseld, nam Van der Vaart de aanvoerdersband over, maar hij kon niet voorkomen dat Andrés Iniesta de 1-0 binnenschoot, waardoor Nederland de finale verloor.
Van der Vaart was op het EK 2012 wederom reserve-aanvoerder, ditmaal achter Mark van Bommel. Ondanks dat had hij geen basisplaats. In de eerste wedstrijd tegen Denemarken viel hij halverwege de tweede helft in voor Nigel de Jong. Nederland verloor die wedstrijd met 1-0 na een goal van Michael Krohn-Dehli. In de tweede wedstrijd tegen Duitsland verving hij Mark van Bommel in de rust, en nam de aanvoerdersband over. Bij rust stond het al 2-0 voor Duitsland door twee goals van Mario Gómez. Robin van Persie schoot de 2-1 binnen, maar Nederland verloor alsnog. Ondanks de twee nederlagen kon Nederland nog steeds door naar de kwartfinale, als het won van Portugal, en Duitsland won van Denemarken. In de laatste wedstrijd kreeg Van der Vaart de voorkeur boven Mark van Bommel, en startte in de basis als aanvoerder. In de 11e minuut scoorde hij de 1-0, maar Nederland verloor de wedstrijd met 2-1 door twee goals van Cristiano Ronaldo. Nederland was in de groepsfase al uitgeschakeld.
Na het geflopte EK nam Bert van Marwijk ontslag als bondscoach. Louis van Gaal volgde hem op, en in de eerste wedstrijd onder zijn leiding speelde Van der Vaart zijn 100e interland tegen België (4-2 nederlaag).
Op basis van zijn afkomst heeft Van der Vaart ook de mogelijkheid om uit te komen voor het Romani voetbalelftal. Ondanks dat hij al interlands heeft gespeeld voor Nederland, is het in de toekomst nog altijd mogelijk hiervoor te kunnen spelen, aangezien Roma ingeschreven staat bij de CENF en geen lid is van de FIFA en de UEFA.
Op woensdag 28 mei 2014 werd bekend dat Van der Vaart afviel voor het wereldkampioenschap voetbal 2014 in Brazilië. Hij had last van een verrekte kuitspier in zijn rechterbeen. Bondscoach Louis van Gaal besloot hem daarop niet op te nemen in de definitieve selectie van twintig veldspelers en drie doelmannen.

## Erelijst
Als speler
| Competitie           |        |                  |      |      |
| Competitie           | Aantal | Jaren            |      |      |
| Ajax                 | Ajax   | Ajax             | Ajax | Ajax |
| -------------------- | ------ | ---------------- | ---- | ---- |
| Eredivisie           | 2x     | 2001/02, 2003/04 |      |      |
| Johan Cruijff Schaal | 1x     | 2002             |      |      |
| KNVB beker           | 1x     | 2001/02          |      |      |
| Hamburger SV         |        |                  |      |      |
| UEFA Intertoto Cup   | 2x     | 2005, 2007       |      |      |
| Real Madrid          |        |                  |      |      |
| Supercopa de España  | 1x     | 2008             |      |      |
| FC Midtjylland       |        |                  |      |      |
| Superligaen          | 1x     | 2017/18          |      |      |

| Competitie                  | Winnaar   | Winnaar   | Runner-up | Runner-up | Derde     | Derde     |
| Competitie                  | Aantal    | Jaren     | Aantal    | Jaren     | Aantal    | Jaren     |
| Nederland                   | Nederland | Nederland | Nederland | Nederland | Nederland | Nederland |
| --------------------------- | --------- | --------- | --------- | --------- | --------- | --------- |
| Wereldkampioenschap voetbal |           |           | 1x        | 2010      |           |           |

Individueel
| Nederland                          |      |                  |
| Ajax-Talent van het Jaar           | 3x   | 1999, 2000, 2001 |
| Amsterdams Talent van het Jaar     | 1x   | 2000             |
| Amsterdams Sportman van het Jaar   | 1x   | 2001             |
| Johan Cruijff Award                | 1x   | 2001             |
| Nederland Talent van het Jaar      | 1x   | 2001             |
| Europees Talent van het Jaar       | 1x   | 2002             |
| Golden Boy Award                   | 1x   | 2003             |
| Ajax Club van 100                  | 156W | 2000–2005        |
| Duitsland                          |      |                  |
| Bundesliga Speler van de Maand     | 1x   | september 2005   |
| Engeland                           |      |                  |
| Premier League Speler van de Maand | 1x   | oktober 2010     |

## Analist
Van der Vaart was tijdens het EK voetbal in 2016 een van de analisten bij de NOS. Ook is hij vanaf 2018 een van de vaste gezichten van het praatprogramma NOS Studio Voetbal.

## Darts
In mei 2019 maakte Van der Vaart zijn dartsdebuut op het BDO Denmark Open en de Denmark Masters.

## Trainerscarrière
Op 10 augustus 2021 werd bekend dat Van der Vaart Peter Hyballa zou gaan assisteren bij zijn oude club Esbjerg, waar hij ook een rol als clubambassadeur aan zou gaan nemen. Een dag na de aanstelling van Van der Vaart stapte Hyballa op wegens onenigheden met de spelersgroep en werd vervangen door de Duitse trainer Roland Vrabec. In maart 2022 werd Van der Vaart als interim-hoofdtrainer aangesteld nadat Roland Vrabec werd ontslagen.
In het programma NOS Studio Voetbal van 22 januari 2023 zei Van der Vaart dat zijn trainerscarrière er op zat.

## Privéleven
Rafael van der Vaart is vernoemd naar zijn Spaanse grootvader, Rafael Garcia Peci. Deze kwam in 1964 naar Nederland om bij Hoogovens te werken. Van der Vaart groeide op in een woonwagengemeenschap.
Van der Vaart had sinds 2003 een relatie met presentatrice Sylvie Meis. Zij trouwden op 10 juni 2005 in Heemskerk. Ze kregen in 2006 een zoon. Het stel ging in 2013 uit elkaar. Van der Vaart had vanaf begin april 2013 een relatie met Sabia Engizek, de ex-vrouw van Khalid Boulahrouz. Eind 2013 beviel Engizek na 19 weken zwangerschap van een doodgeboren dochter. Deze relatie duurde tot halverwege 2015. Van der Vaart kreeg vervolgens een relatie met de Arnhemse handbalster Estavana Polman. Op 23 juni 2017 kreeg hij met haar een dochter.

## Trivia
- In 2024 was Van der Vaart te zien in een reclame van supermarkt PLUS.[42]
- Op 23 november 2024 was Van der Vaart deelnemer aan Sterren op het Doek.